# Distretto di San Rafael (San Martín)
Il distretto di San Rafael è uno dei sei distretti della provincia di Bellavista, in Perù. Si trova nella regione di San Martín e si estende su una superficie di 98,32 chilometri quadrati.

Istituito il 5 gennaio 1945, ha per capitale la città di San Rafael; al censimento 2005 contava 5.792 abitanti.